# Travis Touchdown
Travis Touchdown es un personaje ficticio y el protagonista principal de la saga No More Heroes. Es fan de la animación japonesa (otaku) y de los videojuegos. Las personas relacionadas con éste son Sylvia Crystel, su mejor amigo Bishop Shidux, su hermano Henry Cooldown y Shinobu (cuyo nombre real es Scarlett Jacobs).

## Historia
Travis Touchdown tiene un pasado terrible, sus padres fueron asesinados por Jeane, su examante (que luego resulta ser su media hermana).En No More Heroes decide convertirse en asesino profesional, siendo su primer trabajo asesinar a Helter Skelter (nombre tomado de la canción de los Beatles del mismo nombre) llegando a tomar el puesto #11 dentro de la UAA, asesinando después al resto de los asesinos hasta llegar al #1:Dark Star, que luego resulta ser el verdadero #1 Jeane, su ex amante, asesinándola y vengando así la muerte de sus padres.
En No More Heroes 2 Travis vuelve a la lucha asesinando a Skelter Helter (el hermano de Helter Skelter). Después llega Sylvia avisándole que ha perdido su rango de #1, y que ahora deberá luchar de nuevo para obtener dicho rango,empezando desde el rango #51 (en honor a SUDA 51). Asesinando a todos los asesinos que encuentre a su paso, Travis deberá luchar si quiere vengar a su mejor amigo: Bishop Shidux. Después de matar a todos los demás hasta llegar al asesino #1 :Jasper Batt Jr., enfurecido con Travis, pues este último asesinó a su padre y hermanos,   Travis a punto de ganarle a Batt y ser casi derrotado por éste, Henry logra salvarlo y continúa su pelea, asesinando a Batt y vengando así la muerte de su mejor amigo.
Travis tiene una gata mascota de nombre Jeane, en honor a su amante de la infancia. En ambos juegos Travis ha mantenido una relación con Sylvia, siendo en No More Heroes 2 donde tuvo relaciones sexuales con ésta.
- Datos: Q7836386